# 1993年中国中央电视台春节联欢晚会
1993年中国中央电视台春节联欢晚会（简称1993年央视春晚）是中国中央电视台于1993年1月22日（农历壬申十二月三十除夕）為慶祝鸡年新年舉辦的綜藝性文藝晚會，于当晚20:00播出。由张子扬担任导演，赵忠祥、倪萍、杨澜以及梁雁翎（香港）、李庆安（台湾）、张永权（新加坡）担任主持人。本届春晚设置了香港、台湾、新加坡三地远程连线，并播出三地艺人预先为春晚特别录制的节目。

## 节目单
| 序号 | 类型       | 节目名                                                                                            | 表演者                                                                   |
| 1    | 开场曲     | 《挂红灯》                                                                                        | 海军海娃艺术团                                                           |
| 2    | 歌舞       | 《海军海娃艺术团》                                                                                | 宋祖英、李丹阳、吴琼、陈俊华                                             |
| 3    | 魔术表演   |                                                                                                   | 秦鸣晓、姚金芬                                                           |
| 4    | 戏曲表演   | 《春童献瑞》                                                                                      | 南京小红花艺术团                                                         |
| 5    | 小品       | 《擦皮鞋》                                                                                        | 黄宏、魏积安                                                             |
| 6    | 歌舞       | 《好年头好兆头》                                                                                  | 陈红、景岗山                                                             |
| 7    | 戏曲小品   | 《群丑争春》                                                                                      | 朱世慧、寇春华、牛得草、张寄蝶、刘异龙、林继凡、李笑非、任廷芳、王道正等 |
| 8    | 歌曲       | 《想家的时候》                                                                                    | 阎维文、万山红                                                           |
| 9    | 小品       | 《老拜年》                                                                                        | 赵本山、王中青、苏杰、阎淑萍                                             |
|      | 香港连线   |                                                                                                   | 倪萍、梁雁翎（北京）、黃霑、张敏（香港）                                 |
| 10   | 歌曲       | 《像雾像雨又像风》                                                                                | 梁雁翎                                                                   |
| 11   | 歌曲       | 《除了你还有谁》                                                                                  | 邝美云                                                                   |
| 12   | 短片       | 《龙鼓喧天震四海》                                                                                | 成龙                                                                     |
| 13   | 歌曲       | 《太阳从你手中升起》                                                                              | 董文华                                                                   |
| 14   | 舞蹈       | 《山妞与模特》                                                                                    | 周洁、四川省凉山州歌舞团                                                 |
| 15   | 歌曲       | 《走进我的梦幻童年》                                                                              | 蔡国庆                                                                   |
| 16   | 小品       | 《张三其人》                                                                                      | 严顺开、赵玲琪、杨新鸣、徐小帆、鞠波                                     |
| 17   | 歌曲       | 《赶圩归来啊哩哩》                                                                                | 罗宁娜                                                                   |
| 18   | 相声       | 《楼道曲》                                                                                        | 姜昆、唐杰忠                                                             |
| 19   | 歌曲       | 《春的祝贺》                                                                                      | 彭丽媛                                                                   |
|      | 插播时政   | 中共中央总书记江泽民在北京窦店村向村民拜年 国务院总理李鹏视察铁道部指挥调度中心和北京城乡贸易中心 | 罗京（解说、采访）                                                       |
| 20   | 歌曲       | 《众人划桨开大船》                                                                                | 付笛声                                                                   |
| 21   | 舞蹈       | 《两棵树》                                                                                        | 杨丽萍、陆亚                                                             |
| 22   | 小品       | 《桥》                                                                                            | 潘长江、黄小娟                                                           |
|      | 台湾连线   |                                                                                                   | 倪萍、李庆安（北京）、胡瓜、曹兰（台湾）                                 |
| 23   | 歌曲       | 《回家》                                                                                          | 王杰                                                                     |
| 24   | 歌曲连唱   | 《热歌热舞》、《把所有的爱都给你》、《全心演好每一个自己》                                        | 郭富城、马萃如                                                           |
| 25   | 川剧小品   | 《射雕》                                                                                          | 王馥荔、邓婕、陈小艺                                                     |
| 26   | 歌曲       | 《涛声依旧》                                                                                      | 毛宁                                                                     |
| 27   | 歌曲       | 《妈妈怀里的歌》                                                                                  | 蒋小涵                                                                   |
| 28   | 相声       | 《拍卖》                                                                                          | 牛群、冯巩 （克劳斯·施拉普纳客串）                                       |
| 29   | 歌曲       | 《为我们的今天喝彩》                                                                              | 林萍                                                                     |
| 30   | 京剧选段   | 《坐宫》                                                                                          | 梅葆玖、梅葆玥                                                           |
| 31   | 小品       | 《推销》                                                                                          | 张国立、刘亚津、张敬                                                     |
| 31   | 新加坡连线 |                                                                                                   | 倪萍、张永权（北京）、陈澍承、陈丽贞、黄毓玲（新加坡）                   |
| 32   | 歌舞       | 《粉墨登场迎新岁》 （改编自赵传《粉墨登场》）                                                     | 新广及黄捷宽舞蹈团                                                       |
| 33   | 歌曲       | 《传统光辉耀星河》 （改编自《东方之珠》）                                                         | 新加坡群星                                                               |
| 34   | 相声       | 《8字迷》                                                                                         | 杨振华、杨瑞库                                                           |
| 35   | 歌曲       | 《风》                                                                                            | 毛阿敏                                                                   |
| 36   | 小品       | 《多多关照》                                                                                      | 陆鸣、孙仲江                                                             |
| 37   |            | 零点钟声                                                                                          |                                                                          |
| 38   | 民乐演奏   | 《幸福年》                                                                                        | 中国广播艺术团民乐团                                                     |
| 39   | 歌曲       | 《金鸡报春》                                                                                      | 梦鸽、魏金栋                                                             |
| 40   | 小品       | 《黄土坡》                                                                                        | 郭达、蔡明                                                               |
| 42   | 相声       | 《侯大明白》                                                                                      | 侯跃文、石富宽                                                           |
| 42   | 戏曲       | 《武旦绝技》                                                                                      | 方小娅                                                                   |
| 43   |            | 《一角四唱》                                                                                      | 王树芳                                                                   |
| 44   | 小品       | 《市场速写》                                                                                      | 郭冬临、张慈、法比奥                                                     |
| 45   | 舞蹈       | 《闻鸡起舞》                                                                                      | 陶金、阿内、阿兵                                                         |
| 46   |            | 张艺谋拜年贺岁片《威风锣鼓》                                                                      |                                                                          |
| 47   | 相声       | 《新名词》                                                                                        | 高洪胜 李立山                                                            |
| 48   | 歌曲       | 《携手同行》                                                                                      | 解晓东 罗文（香港）苏芮（台湾）巫启贤（新加坡）那英                      |

## 影响
本届春晚中，毛宁凭借一首《涛声依旧》而走红，其歌词“这一张旧船票，能否登上你的客船”成为了当年的流行语，后来在小品《昨天 今天 明天》中，被改成“我这张旧船票，还能否登上你的破船”。此外，本届春晚是首次在美国转播的春节联欢晚会。